# Chả lá lốt
Chả lá lốt là một trong những món đặc sản của vùng Đồng bằng Bắc Bộ. Món ăn này có cách làm đơn giản, có mùi thơm và hương vị độc đáo. Ngoài ra món ăn còn có thể dùng để bồi bổ cho người bệnh theo Đông y. Chả lá lốt từ lâu đã trở thành món ăn quen thuộc trên mâm cơm của nhiều gia đình Việt.

## Chế biến

#### Bước 1: Sơ chế nguyên liệu
Đầu tiên, bạn nên sơ chế lá lốt trước vì lá lốt cần phải thật khô để khi rán không bị bắn nước và dầu mỡ, nên cần rửa sạch và để lá thật ráo nước.Hành khô bóc vỏ, băm nhỏ. Ngoài hành khô, bạn có thể dùng hành tây, cà rốt. Nhìn chung phần nhân chả lá lốt khá đa dạng, tùy theo khẩu vị mà các bạn điều chỉnh cho phù hợp. Mộc nhĩ ngâm nước ấm, khi nở mềm thì bóp rửa sạch, xắt sợi rồi băm nhỏ. Hành lá thì cắt rễ, rửa sạch rồi xắt nhỏ.

#### Bước 2: Trộn nhân chả lá lốt
Cho thịt lợn xay vào bát to cùng với 2 lòng đỏ trứng, hành băm, mộc nhĩ, lá lốt băm và hành lá. Nêm thêm 1 thìa cà phê nước mắm, 1/2 thìa cà phê bột ngọt. Bột nêm và 1/2 thìa cà phê hạt tiêu xay. Và để nhân chả lá lốt không bị khô, bạn nhớ cho thêm 2 thìa cà phê dầu ăn vào trộn cùng. Trộn đều hỗn hợp trên và để khoảng 15 phút cho thấm gia vị.

#### Bước 3: Cuốn chả lá lốt
Có rất nhiều cách cuốn chả lá lốt, tùy theo sở thích của từng người. Nhưng đa phần khi làm chả lá lốt người ta hay cuốn thành hình trụ. Khi cuốn, bạn nhớ để úp phần mặt lá màu xanh xuống phía dưới, gấp 2 mép lá 2 bên và cho nhân vào rồi cuộn tròn lại. Vì lá có kích thước khác nhau, nên khi gấp mép lá, các bạn điều chỉnh sao cho chả có kích thước đồng đều nhau 1 chút. Có như vậy chả nhìn sẽ đẹp mắt hơn, không bị cái quá to, cái thì quá bé.

#### Bước 4: Rán chả lá lốt
Cho dầu ăn vào chảo, lượng dầu vừa đủ để láng mặt chảo là được, không cần quá nhiều. Khi dầu nóng thì xếp chả lá lốt vào để rán. Ban đầu, nên chỉnh nhiệt độ lớn 1 chút để định hình miếng chả và để nước trong phần nhân bốc hơi, giúp chả lá lốt không bị chảy nước. Sau khi mặt phía dưới của miếng chả se lại thì hạ bớt nhiệt độ để nhân chả bên trong chín, và phần lá bên ngoài cũng không bị cháy vàng. Rán đến khi nhìn thấy phần lá lốt bọc bên ngoài mỏng và dính sát vào nhân, hơi xém vàng thì tắt bếp. Trung bình thời gian rán chả lá lốt chín rơi vào khoảng 7-8 phút ở nhiệt độ thấp. Bạn có thể kiểm tra thử bằng cách xiên đầu đũa vào 1 miếng chả, thấy phần nhân không chảy nước màu hồng có nghĩa là chả đã chín.